# Jerzy Samujłło
Jerzy Samujłło, także Jerzy Samujłło-Sulima (ur. 1932, zm. 14 kwietnia 1981) – architekt, urbanista, wykładowca akademicki, członek Łódzkiego Oddziału SARP, odznaczony Srebrną Odznaką SARP (1974) oraz Złotą Odznaką SARP (1979). Pochowany na Starym Cmentarzu w Łodzi.

## Życiorys
W 1957 r. ukończył Wydziału Architektury Politechniki Warszawskiej, a w 1966 r. Studium Urbanistyki Politechniki Warszawskiej. W 1970 r. uzyskał stopień doktora nauk technicznych i stanowisko docenta. Pracował w Łodzi jako projektant w Miastoprojekcie oraz w Wojewódzkim Biurze Projektów. Od 1962 r. pełnił funkcję starszego asystenta na Wydziale Budownictwa Politechniki Łódzkiej, a w 1970 r. został dyrektorem Instytutu Inżynierii Komunalnej. Był także kierownikiem zespołu Architektury i Urbanistyki na Politechnice Łódzkiej. Uznaje się go za twórcę Instytutu Architektury i Urbanistyki na Wydziale Budownictwa, Architektury i Inżynierii Środowiska Politechniki Łódzkiej, na której uczył m.in. rysunku architektonicznego oraz projektowania architektonicznego, a także nawiązał współpracę z Fachhochschule Mainz. Wśród projektów architektonicznych, które zrealizował, wyróżnia się m.in. osiedle Chojny-Komorniki – współautorzy: Jacek Janiec, Szymon Walter. 
Jego żoną była architektka Hanna Sajmułło. Zmarł 14 kwietnia 1981 r. Pochowany został na Starym Cmentarzu prawosławnym przy ulicy Ogrodowej w Łodzi.
Imię Jerzego Samujłły nosi Biblioteka Budownictwa i Architektury na Politechnice Łódzkiej.

### Konkursy
Sajmułło z powodzeniem brał udział w licznych konkursach architektonicznych:
- 1958:
  - na zwieńczenie kandelabrów na pl. Zwycięstwa w Łodzi – wraz ze Stefanią Zamojską, Aleksandrem Zwierką – I miejsce;
  - na opracowanie plastyczne gablot ulicznych dla miasta Łodzi – wraz ze Stefanią Zamojską, Aleksandrem Zwierką – urząd zakupił gabloty;
- 1961: na projekt przepraw mostowych przez Wisłę w Warszawie – wraz z Jerzym Łempickim, Aleksandrem Śliwińskim, Stefanem Sobolewskim – wyróżnienie;
- 1969: na projekt koncepcyjny zagospodarowania przestrzennego centrum Warszawy – wraz z Elżbietą Wysmyk, Krzysztofem Muszyńskim oraz zespołem – III nagroda;
- 1970: na koncepcję ukształtowania przestrzennego centrum usługowego dzielnicy Mokotów w Warszawie – wraz z Jackiem Jańcem, Krzysztofem Muszyński, Elżbietą Wysmyk oraz zespołem – wyróżnienie;
- 1972: na określenie docelowej koncepcji funkcjonalno-przestrzennej rejonu pl. Niepodległości w Łodzi – wraz z Krzysztofem Damaradzkim i Jackiem Jańcem – wyróżnienie honorowe;
- 1976: na opracowanie koncepcji zagospodarowania przestrzennego zespołu Nałęczów–Wąwolnica – wraz z Jackiem Jańcem, Jerzym Rawlukiem – wyróżnienie.

## Publikacje
- Rysunek techniczny i odręczny w budownictwie, współautorka Hanna Samujłło, Arkady 1977[3].